# Orthorrhynchium cylindricum
Orthorrhynchium cylindricum là một loài Rêu trong họ Orthorrhynchiaceae. Loài này được (Lindb.) Broth. miêu tả khoa học đầu tiên năm 1906.